# Siegerländer Erzrevier

Ausdehnung des „Siegerländer-Wieder-Spateisensteinbezirk“

Das Siegerländer Erzrevier (eigentlich „Siegerländer-Wieder-Spateisensteinbezirk“) war ein Bergbaugebiet in Nordrhein-Westfalen und Rheinland-Pfalz, in dem sich früher viele, vornehmlich Erzbergwerke, sogenannte „Gruben“, befanden. Es erstreckte sich im Nordosten von Hilchenbach bis im Südwesten fast nach Neuwied und „durchquerte“ dabei die Kreise Siegen (heute Teil des Kreises Siegen-Wittgenstein) und des Landkreises Altenkirchen (Westerwald) (teil auch Westerwaldkreis) bzw. die Landschaften von Siegerland und Westerwald bis ungefähr zur A3 am südöstlichen Rand des Landkreises Altenkirchen, sowie kleine Teile des südlichen Sauerlandes. Im Wesentlichen war das Gebiet in den beiden Kreisen in sechs Bergreviere eingeteilt.

## Gruben
Aktiver Bergbau der Grube Stahlberg in Müsen bei Hilchenbach wird schon im Jahr 1079 n. Chr. vermutet. Urkundlich erwähnt wurde sie allerdings erst am 4. Mai 1313. Somit ist die Grube Ratzenscheid in Wilnsdorf mit dem Jahr 1298 die älteste, urkundlich erwähnte Siegerländer Grube. Insgesamt waren im Gebiet über 5000 Bergwerke in Betrieb, die meisten der „größeren“ 650, über 150, im Stadtgebiet von Siegen. Ein weiterer Schwerpunkt sind die Regionen um Neunkirchen (SI) und Herdorf (AK) mit über 50 Bergwerken und um Wissen (AK) mit knapp 100 Bergwerken. Um den Hilchenbacher Stadtteil Müsen standen ebenfalls über 50 Gruben im Müsener Revier. Im Jahr 1850 waren 800 Gruben aktiv, 1853 waren es nur noch 660. Am 31. März 1965 wurden die letzten geschlossen. Dies waren die Gruben Georg in Willroth und Füsseberg in Biersdorf bei Daaden. Auch die zum Zeitpunkt tiefsten Eisenerzgruben Europas waren hier zu finden.
Die drei tiefsten Gruben im Erzrevier waren:
1. Eisenzecher Zug in Eiserfeld (Abbauzeit: 1465–1960; Gesamtteufe: 1343,33 m)
2. Pfannenberger Einigkeit in Salchendorf (Abbauzeit: 1810–1962; Gesamtteufe: 1338 m)
3. Brüderbund in Eiserfeld (Abbauzeit: um 1400–1958; Gesamtteufe: 1274,8 m)

Nachfolgend eine kurze Liste der größten oder bedeutendsten Gruben im Erzrevier, siehe dazu auch Liste von Bergwerken im Siegerland.
| Grube                         | Gemeinde / Stadt + Ortsteil       | Gesamtteufe in Meter | Belegschaftsmitglieder  |
| ----------------------------- | --------------------------------- | -------------------- | ----------------------- |
| Ameise                        | Siegen-Eisern                     | 990                  | 280                     |
| Bautenberg                    | Wilnsdorf-Wilden                  | 1025,2               | 400                     |
| Bindweide                     | Steinebach-Bindweide              | 535                  | 860                     |
| Brüderbund                    | Siegen-Eiserfeld                  | 1274,8               | 300                     |
| Concordia                     | Herdorf-Dermbach                  | 882                  | 200                     |
| Eisenzecher Zug               | Siegen-Eiserfeld                  | 1343,33              | 920                     |
| Eisernhardter Tiefbau         | Siegen-Eisern                     | 880                  | 512                     |
| Eupel                         | Wissen-Niederhövels               | 632                  | 474                     |
| Füsseberg – Friedrich Wilhelm | Herdorf und Daaden / Biersdorf    | 1052 / 1046          | 350 (bis zu 1100) / 985 |
| Georg                         | Flammersfeld-Willroth             | 968                  | 535                     |
| Grimberg                      | Wilnsdorf-Niederdielfen           | 782                  | 170                     |
| Grube Große Burg              | Neunkirchen-Altenseelbach         | 895                  | ?                       |
| Heinrichsglück                | Salchendorf (Neunkirchen)         | 791                  | 280                     |
| Henriette                     | Siegen-Niederschelden             | 675                  | 226                     |
| Louise                        | Flammersfeld-Bürdenbach/Horhausen | 503                  | 400                     |
| Neue Haardt                   | Siegen-Weidenau                   | 1101                 | 550                     |
| Petersbach                    | Altenkirchen-Eichelhardt          | 1025                 | 600                     |
| Pfannenberger Einigkeit       | Salchendorf (Neunkirchen)         | 1338                 | 800                     |
| San Fernando                  | Herdorf                           | 1032,2               | 628                     |
| Stahlberg                     | Hilchenbach-Müsen                 | 660                  | 400                     |
| Storch & Schöneberg           | Siegen-Gosenbach                  | 1162,7               | 2000                    |
| Vereinigung                   | Wissen-Katzwinkel                 | 1023                 | 820                     |
| Victoria                      | Kreuztal-Littfeld                 | 720                  | 200                     |
| Wolf                          | Herdorf                           | 814,5                | 300                     |

Der längste Stollen ist der Reinhold-Forster-Erbstollen, der zu Eisenzecher Zug in Eiserfeld gehörte. Er wurde 1805 angeschlagen und misst eine gesamte Länge (inklusive Nebenstollen) von 7597,5 m.

## Bergreviere

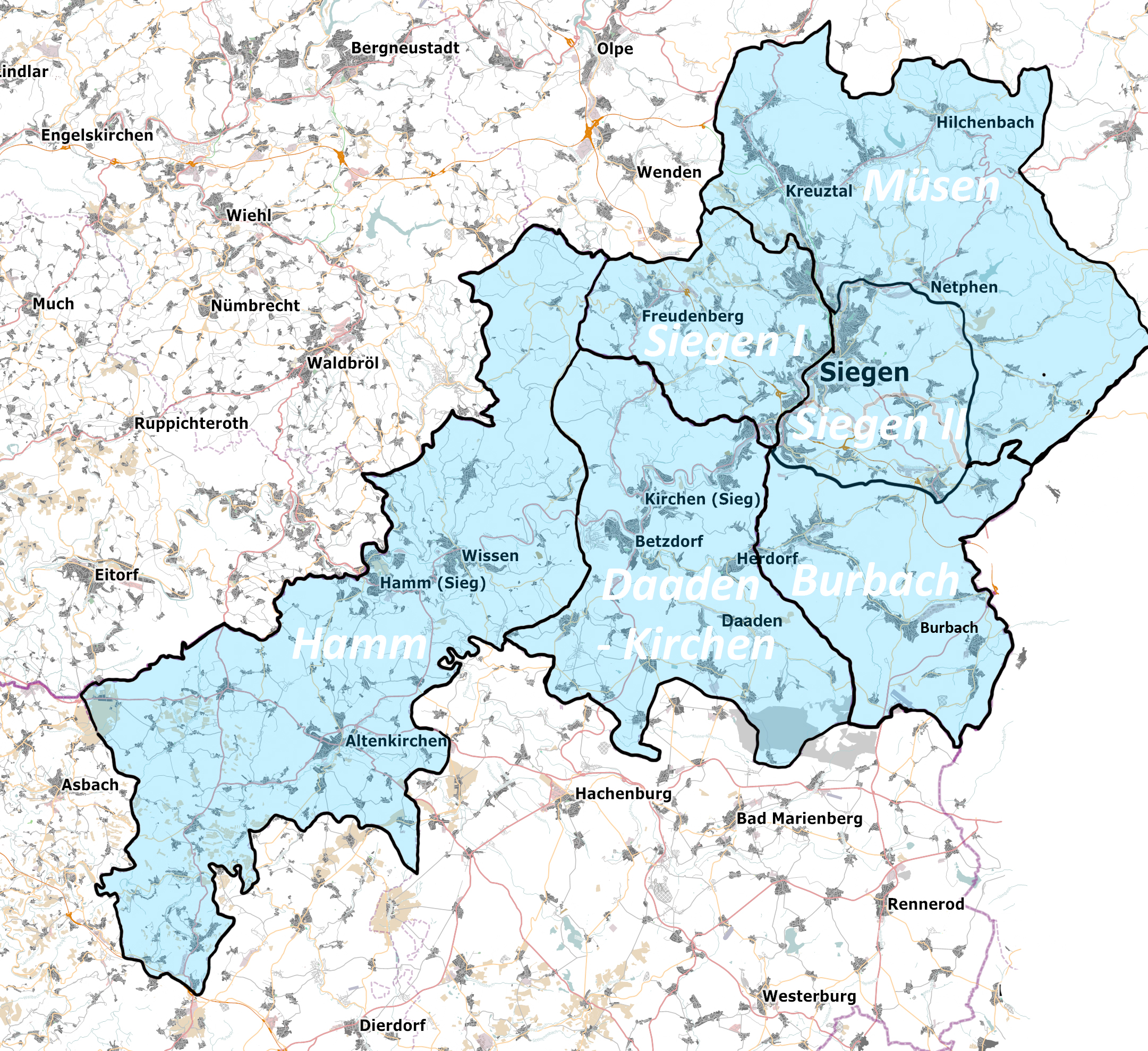
Bergreviere Siegerland

Das Gebiet war in verschiedene Bergreviere aufgeteilt, die von ihrem jeweiligen Sitz aus kontrolliert wurden. Diese Bergreviere waren
- Bergrevier Burbach,
- Bergrevier Siegen I,
- Bergrevier Siegen II und
- Bergrevier Müsen auf nordrhein-westfälischer Seite, sowie
- Bergrevier Daaden-Kirchen und
- Bergrevier Hamm an der Sieg auf rheinland-pfälzer Seite.

Alle Bergreviere unterstanden dem Siegener Bergamt.

## Bodenschätze
Neben dem hauptsächlichen Abbau von Eisenerz (Fe) wurden auch andere Mineralien und Erze gefördert:
- Kupfer (Cu)
- Blei (Pb)
- Zink (Zn)
- Kobalt (Co)
- Nickel (Ni)

Seltener waren Antimon (Sb) oder Silber (Ag), das zum Beispiel in den Gruben Landeskrone bei Wilden und Fürst Moritz bei Niederndorf gefördert wurde. Silber kam jedoch meist in Form von silberhaltigen Bleierzen vor. Gold (Au) wurde in kleinen Mengen in der Grube Philippshoffnung in Siegen gefördert und teilweise durch Flotationsanlagen aus Erzresten gewonnen.
Insgesamt wurden knapp 175 Mio. Tonnen Eisenerz im Erzrevier gefördert. Dabei wird vermutet, dass noch ca. 40 Mio. Tonnen Erz in der Erde sind.
Die Jahresförderungen stiegen ab dem 19. Jahrhundert an:
|      |      |  |             |             |
| 1836 | 1836 |  | 0,06 Mio. t | 0,06 Mio. t |
| 1853 | 1853 |  | 0,21 Mio. t | 0,21 Mio. t |
| 1900 | 1900 |  | 1,80 Mio. t | 1,80 Mio. t |
| 1913 | 1913 |  | 2,62 Mio. t | 2,62 Mio. t |
| 1926 | 1926 |  | 1,70 Mio. t | 1,70 Mio. t |
| 1932 | 1932 |  | 0,50 Mio. t | 0,50 Mio. t |
| 1949 | 1949 |  | 1,10 Mio. t | 1,10 Mio. t |
| 1953 | 1953 |  | 1,40 Mio. t | 1,40 Mio. t |
|      |      |  |             |             |

Um 1900 arbeiteten über 15.000 Bergleute in der Region. Diese Zahl stieg und sank je nach Wirtschaftslage.
Sehr selten wurde auch Schiefer abgebaut, dies jedoch vermehrt im benachbarten Wittgensteiner Land. Die größten Braunkohlegruben des nahen Westerwälder Braunkohlereviers waren Alexandria bei Höhn und Adolfsburg bei Emmerzhausen.